# Метод енергодисперсійної рентгенівської спектроскопії

EDX-Спектр оксиду заліза

Метод енергодисперсійної рентгенівської спектроскопії (англ. Energy-dispersive X-ray spectroscopy, EDX, EDRS чи  EDS) — аналітична методика елементного аналізу твердої речовини, що базується на аналізі енергії емісії її рентгенівського спектру.
За допомогою пучка електронів певної енергії збуджують атоми досліджуваного зразка, які при цьому випромінюють характерне для кожного хімічного елемента рентгенівське випромінювання (характеристичне рентгенівське випромінювання). Досліджуючи енергетичний спектр такого випромінювання, можна робити висновки про якісний та кількісний склад зразка.

## Використання уелектронній мікроскопії
Метод енергодисперсійної рентгенівської спектроскопії як правило використовується при дослідженні об'єктів у скануючому електронному мікроскопі чи трансмісійному електронному мікроскопі, де використовується дослідження об'єкта за допомогою сфокусованого високоенергетичного пучка електронів.
У камері мікроскопа створюють високий вакуум (10−7 мБар), для усунення взаємодії електронів з молекулами повітря. Для усунення домішок і створення вакууму, камеру додатково обладнують посудиною охолодженою рідким азотом, як для конденсації домішок так і для охолодження детектора аналізу спектру рентгенівського випромінювання. Типові напруги для трансмісійного електронного мікроскопа складають від 80 кВ до 400кВ, хоча напруги нижчі від 200кВ використовують для біологічних об'єктів. Чим нижча напруга і вище порядкове число атомів, тим тоншим має бути об'єкт. Для скануючого електронного мікроскопа напруги дещо нижчі — порядка 10 кВ — для аналізу легких елементів, та 20 кВ для інших елементів і створення сприятливих умов для отримання зображення.
При роботі електронного мікроскопа пучок електронів виходить з джерела катода — електронної гармати (як правило LaB6) і прискорюється високою напругою, при цьому для управління пучком використовується система магніто-електричних конденсорів-лінз таким чином, щоб він попадав паралельно на вибрану ділянку об'єкта.
При попаданні на об'єкт частина електронів розсіюється в залежності від порядкового номера елементу і його оточення в кристалічній структурі, частина збуджує речовину об'єкта, викликаючи при цьому емісію характеристичного випромінювання. Аналізуючи енергетичний спектр емітованого рентгенівського випромінювання, що утворюється при взаємодії електронного пучка та атомів об'єкта, за допомогою детектора (кристали Si доповані Li) електронного мікроскопа, додатково вивчають також і його склад.
Аналіз окремих максимумів рентгенівського спектру за їх розміщенням (довжина хвилі одного максимуму емісії  певного елемента) та інтенсивністю проводять у спорідненому методі дисперсійної рентгенівської спектроскопії за довжиною хвилі(WDS), що має на порядок вищу чутливість та спектральну роздільну здатність, однак менш експресний.